# Martha Wray
Martha Wray, född Pailliard 1739, död 1788, var en brittisk affärsidkare. 
Hon var dotter till Phillip Pailliard och Mary Turlington (1710-1789). Hon var systerdotter till vävaren Robert Turlington (1697–1766), som 1742 uppfann och började sälja den då berömda medicinen Balsam of Life.  Medicinalmarknaden var fortfarande oreglerad vid denna tid och många kvacksalvare etablerade framgångsrika karriärer på marknaden. Hon gifte sig med sin morbrors affärskompanjon William Wray (1731-1766). 
När hennes morbror avled 1766 blev hon delägare i Turlingtons medicinalföretag, som tillverkade och sålde den då berömda medicinen Balsam of Life. Företaget kallades omväxlande för Medicinal Warehouse; M. and H. Wray; Messrs. Wray and Co.; Wray’s Medicine Warehouse; Wray and Co. Martha Wray skötte företaget som delägare med sin morbrors hustrus brorsdotter Mary Sopp (1734-?), som 1774 dock lämnade företaget, och sedan sin svåger Hilton Wray (d. 1804). Det var en under sin samtid framgångsrik affärsrörelse. Efter hennes död 1788 tycks dock hennes kompanjon inte ha varit framgångsrik utan gick i konkurs 1804. 
Hon var en av de affärskvinnor under 1700-talet som uppmärksammades i utställningen "City Women in the 18th Century" i London 21 september – 18 oktober 2019".